# اودیسئوس ۱۱۴۳

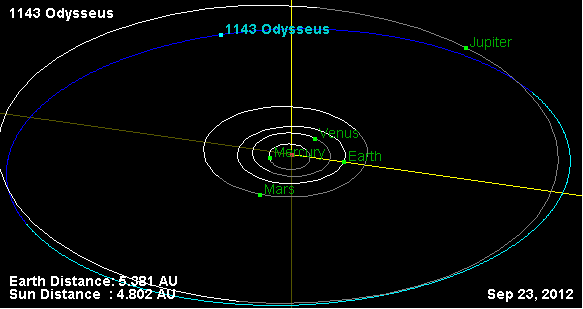
نمایی از محل قرارگیری سیارک اودیسئوس ۱۱۴۳ در مدار – ۲۰۱۲

سیارک ۱۱۴۳ (به انگلیسی: 1143 Odysseus، نامگذاری:1930BH) هزار و صد و چهل و سومین سیارک کشف شده‌است که در ۲۸ ژانویه ۱۹۳۰ و در هایدلبرگ کشف شد.
قدر مطلق سیارک برابر ۷٫۹۳ است.